# Trapeziidae
De Trapeziidae is een familie uit de superfamilie Trapezioidea van de infraorde krabben (Brachyura).

## Systematiek
De Trapeziidae omvat volgende onderfamilies:
- Calocarcininae  Števčić, 2005
- Quadrellinae  Števčić, 2005
- Trapeziinae  Miers, 1886